# Val di Fassa
Val di Fassa (ladin: Val de Fascia, tysk: Fassatal) er en dal i Dolomitterne i provinsen Trentino i det nordlige Italien. Den fungerer som et administrativt dalsamfund (italiensk: Comunità di valle, tysk: Talgemeinschaft) i Trentino og det kaldes for Region Comun General de Fascia.
Dalen er hjemsted for det ladinske samfund i Trentino, som udgør den primære del af dalens befolkning.

## Kommuner
Dalens kommuner inkluderer (ladinsk navn):
- Canazei (Cianacèi)
- Campitello di Fassa (Ciampedèl)
- Mazzin (Mazin)
- Pozza di Fassa (Poza)
- Vigo di Fassa (Vich)
- Soraga (Sorega)
- Moena (Moéna)